# 1976-os kupagyőztesek Európa-kupája-döntő
Az 1976-os kupagyőztesek Európa-kupája-döntő a 16. KEK-döntő volt. A trófeáért az angol West Ham United, és a belga Anderlecht mérkőzött a brüsszeli Heysel Stadionban. A mérkőzést 4–2-re az Anderlecht nyerte.
A belga csapat részt vehetett az 1976-os UEFA-szuperkupa döntőjében, amit a Bayern München ellen meg is nyert.

## A mérkőzés
| 1976. május 5. 20:15 |

| West Ham United        | 2–4   | Anderlecht                               |
| ---------------------- | ----- | ---------------------------------------- |
| Holland 28' Robson 68' | (1–1) | Rensenbrink 42' 73' Van der Elst 48' 88' |

| Heysel Stadion, Brüsszel Nézőszám: 51 296 Játékvezető: Robert Wurtz (francia) |

| WEST HAM UNITED: |    |                 |  |     |
|                  |    |                 |  |     |
| GK               | 1  | Mervyn Day      |  |     |
| DF               | 2  | Keith Coleman   |  |     |
| DF               | 3  | Frank Lampard   |  | 47' |
| DF               | 4  | Billy Bonds     |  |     |
| DF               | 5  | Tommy Taylor    |  |     |
| MF               | 6  | John McDowell   |  |     |
| MF               | 7  | Pat Holland     |  |     |
| MF               | 8  | Graham Paddon   |  |     |
| MF               | 9  | Billy Jennings  |  |     |
| FW               | 10 | Trevor Brooking |  |     |
| FW               | 11 | Keith Robson    |  |     |
| Cserék:          |    |                 |  |     |
| FW               | 12 | Alan Taylor     |  | 47' |
| Vezetőedző:      |    |                 |  |     |
| John Lyall       |    |                 |  |     |

| ANDERLECHT: |    |                       |  |     |
|             |    |                       |  |     |
| GK          | 1  | Jan Ruiter            |  |     |
| DF          | 2  | Michel Lomme          |  |     |
| DF          | 3  | Hugo Broos            |  |     |
| DF          | 4  | Gilbert Van Binst     |  |     |
| DF          | 5  | Jean Thissen          |  |     |
| MF          | 6  | Jean Dockx            |  |     |
| MF          | 7  | Ludo Coeck            |  | 32' |
| MF          | 8  | François Van der Elst |  |     |
| MF          | 9  | Peter Ressel          |  |     |
| FW          | 10 | Arie Haan             |  |     |
| FW          | 11 | Rob Rensenbrink       |  |     |
| Cserék:     |    |                       |  |     |
| MF          | 12 | Franky Vercauteren    |  | 32' |
| Vezetőedző: |    |                       |  |     |
| Hans Croon  |    |                       |  |     |

| Az 1975–1976-os kupagyőztesek Európa-kupája győztese |
| ---------------------------------------------------- |
| RSC Anderlecht 1. cím                                |